# Gaukönigshofen
Gaukönigshofen település Németországban, azon belül Bajorországban. Lakosainak száma 2611 fő (2023. december 31.). Gaukönigshofen Sonderhofen, Ochsenfurt és Giebelstadt községekkel határos.

## Népesség
A település népessége az elmúlt években az alábbi módon változott:
| Lakosok száma | 558  | 956  | 1548 | 1938 | 2495 | 2485 | 2510 | 2493 | 2506 | 2611 |
|               | 1875 | 1950 | 1975 | 1987 | 2012 | 2014 | 2016 | 2017 | 2021 | 2023 |